# 정사 (1960년 영화)
《정사》(이탈리아어: L'Avventura, 영어: The Adventure)는 1960년 개봉한 이탈리아의 흑백, 드라마 영화이다. 《밤》, 《태양은 외로워》와 함께 안토니오니 감독 삼부작 작품이며 그 중 첫 번째 작품이다. 1960 칸 영화제 심사위원상 수상작이다. 이 영화를 통해 배우 모니카 비티는 세계적인 스타로 발돋움했다.

## 내용
상류계급의 딸 안나(레아 맛사리)는 요트놀이를 하다 돌연 행방불명이 된다. 어찌된 이유인지도 모른다. 남게 된 약혼자 산드로(페르젯티)는 안나의 친구인 클라우디아(비티)와 함께 수색의 길에 오른다. 그러나 안나는 아무 곳에도 없다. 그러는 사이에 산드로와 클라우디아와의 사이에 떨어질 수 없는 관계가 맺어진다. 결국, 안나의 사건은 사람들로부터 사라져 가고 산드로와 클라우디아는 애인사이라는 것을 인정하게 된다. 파티가 열린 밤에 클라우디아를 혼자 남겨 놓고 산드로는 다른 여자와 관계를 갖는다. 이 사실을 알게 된 클라우디아는 새삼스럽게 사랑의 불확실성과 삶의 불안을 느끼게 된다.

## 감상
<방랑의 길>에 이은 안토니오니의 작품이다. 드라마의 정형(定型)을 크게 깨뜨리고 영상(映像)에 의한 내면 묘사를 추구한 그의 스타일은 이 하나의 작품으로써 세계적인 인정을 받게 되었다. 전반(前半)의 안나가 실종되는 바다와 고도(孤島), 후반의 산드로와 클라우디아가 점차로 접근하는 심리 표현 등은 기억에 남는 일품이다.

## 출연

### 주연
- 가브리엘레 페르제티
- 모니카 비티
- 레아 마사리

### 조연
- 도미니크 블랑셔
- 렌조 리치
- 렐리오 루타지

## 기타
- 미술: 피에로 폴레토
- 의상: 애드리에나 베르셀리